# Enrico Bombieri
Enrico Bombieri (nascut el 26 de novembre de 1940 a Milà) és un matemàtic italià. Actualment treballa a l'Institut d'Estudis Avançats de Princeton. És conegut pels seus treballs en el camp de la teoria de nombres, geometria algebraica, i anàlisi matemàtica. Va rebre la Medalla Fields el 1974.
El teorema de Bombieri-Vinográdov és una de les principals aplicacions del mètode del sedàs ampli. Representa una millora del teorema de Dirichlet sobre els nombres primers en les progressions aritmètiques, el mateix mostra que si és mitjana sobre el mòdul en un rang donat, l'error mitjà és molt menor que el que pot obtenir-se en un cas donat. Aquest resultat pot de vegades ser utilitzat en comptes de la hipòtesi generalitzada de Riemann, que encara no té demostració. El 1976 va inventar la tècnica coneguda com a sedàs asimptòtic.

## Obra destacada
- Bombieri, E.; Mueller, J. «On effective measures of irrationality for {\displaystyle {\scriptscriptstyle {\sqrt[{r}]{a/b}}}} and related numbers». Journal für die reine und angewandte Mathematik, 342, 1983, pàg. 173–196.
- Bombieri, E.; Vaaler, J. «On Siegel's lemma». Inventiones Mathematicae, 73, 1, 2-1983, pàg. 11–32. DOI: 10.1007/BF01393823.
- E. Bombieri, Le Grand Crible dans la Théorie Analytique des Nombres (Seconde Édition). Astérisque 18, Paris 1987.
- B. Beauzamy, E. Bombieri, P. Enflo and H. L. Montgomery. "Product of polynomials in many variables", Journal of Number Theory, pages 219–245, 1990.
- Enrico Bombieri and Walter Gubler. Heights in Diophantine Geometry.  Cambridge U. P., 2006.